# NGC 4087
NGC 4087 este o galaxie lenticulară situată în constelația Hidra. A fost descoperită în 24 februarie 1789 de către William Herschel.